# Kitchener Rangers
Kitchener Rangers – juniorska drużyna hokejowa grająca w OHL w dywizji środkowo-zachodniej, konferencji zachodniej. Drużyna ma swoją siedzibę w Kitchener w Kanadzie.
- Rok założenia: 1963–1964
- Barwy: niebiesko-czerwono-białe
- Trener: Peter DeBoer
- Manager: Peter DeBoer
- Hala: Kitchener Memorial Auditorium Complex

## Osiągnięcia
- J. Ross Robertson Cup: 1981, 1982, 2003, 2008
- Memorial Cup: 1982, 2003,
- Wayne Gretzky Trophy: 2003, 2008
- Emms Trophy: 1981, 1982, 1984, 1989, 1997
- Hamilton Spectator Trophy: 1967, 1968, 1974, 1984, 1989, 2003, 2008
- Holody Trophy: 2003, 2008